# لاپائو
لاپائو (به پرتغالی: Lapão) یک منطقهٔ مسکونی در برزیل است که در باهیا واقع شده‌است. لاپائو ۲۷٬۲۷۴ نفر جمعیت دارد.